# كينجي فوكوي
كينجي فوكوي (باليابانية: 福井謙二؛ بالكانا: ふくい けんじ) هو مذيع ‏ ياباني، ولد في 8 سبتمبر 1953 في مينامي-كو في اليابان.

## وصلات خارجية
- كينجي فوكوي على موقع ميوزك برينز (الإنجليزية)